# 神戸市電税関線
税関線（ぜいかんせん）は、かつて神戸市の瀧道停留場 - 税関前停留場間を結んでいた、神戸市電の軌道路線である。フラワーロードの上に敷設されていたが、本格的な市電撤去に先立ち、1966年に廃止された。
跡地の「税関線シンボルロード」で、昭和62年度手づくり郷土賞（ふれあいの並木道部門）を受賞した。

## 年表
- 1933年（昭和8年）1月1日：瀧道停留場 - 税関前停留場間が単線として開業。
- 1934年（昭和9年）9月7日：瀧道停留場 - 税関前停留場間を複線化。
- 1935年（昭和10年）7月2日：瀧道停留場が瀧道分岐点へと格下げ。
- 1966年（昭和41年）5月1日：瀧道分岐点 - 税関前停留場間を廃止。

## 駅一覧
- 1962年（昭和37年）7月当時。
- 背景色がグレーの駅は廃止・休止駅。

| 停留場名 | 読み           | 接続路線                                                            | 廃止日       |
| -------- | -------------- | ------------------------------------------------------------------- | ------------ |
| 瀧道     | たきみち       | 栄町本線 布引線 磯上線（1935年廃止） 阪神電気鉄道本線（1933年廃止） | 1935年7月2日 |
| 市役所前 | しやくしょまえ |                                                                     | 1966年5月1日 |
| 税関前   | ぜいかんまえ   |                                                                     | 1966年5月1日 |

## 通過系統
- 1962年（昭和37年）7月当時。

| 系統  | 直通路線 | 通過区間      | 直通路線 |
| ----- | -------- | ------------- | -------- |
| 8系統 | 布引線   | 瀧道 - 税関前 | －       |

## 備考
当路線は1934年9月7日に複線化されるまで神戸市電で唯一単線だった路線である。